# فرانك سميث (سياسي)
فرانك سميث (بالإنجليزية: Frank Smith)‏ هو صحفي وسياسي بريطاني (وحمل سابقاً جنسية المملكة المتحدة لبريطانيا العظمى وأيرلندا)، ولد في 1854، وتوفي في 26 ديسمبر 1940. حزبياً، نشط في حزب العمال. في الانتخابات العامة في المملكة المتحدة 1929 ‏، انتخب عضو برلمان المملكة المتحدة الـ35 عن دائرة نونيتون (30 مايو 1929 – 7 أكتوبر 1931).